# NGC 1837
NGC 1837 (другое обозначение — ESO 56-SC59) — рассеянное скопление в созвездии Столовой Горы, расположенное в Большом Магеллановом Облаке. Открыто Джоном Гершелем в 1834 году. Описание Дрейера: «крупное, богатое звёздами, рассеянное скопление».
На самом деле NGC 1837 является ядром NGC 1845, составляет по меньшей мере 15' в попереречнике. Джон Гершель наблюдал NGC 1837 два раза. Возраст скопления составляет 6 миллионов лет.
Этот объект входит в число перечисленных в оригинальной редакции «Нового общего каталога». Согласно базе данных SIMBAD, NGC 1837 обозначает одну из звёзд скопления.